# Кечутско језеро
Кечутско језеро (јерм. Կեչուտի ջրամբար) је вештачко језеро у Јерменији, у области Вајотс Џор. Изграђено је на реци Арпа 3,5 км северно од бањског центра Џермук 1981. године.
Површина језера је 145 хектара, просечна дубина око 20 метара, дужина обалске линије је 8,5 км, а запремина око 23 милиона м³ воде.
Воде из овог језера се током летњег сушног дела године користе за наводњавање, док се зими спроводе у језеро Севан помоћним каналом.
Године 2007. извршена је целокупна рестаурација језера, од поправке бране до чишћења језерског дна.